# Proiezione di Gall-Peters

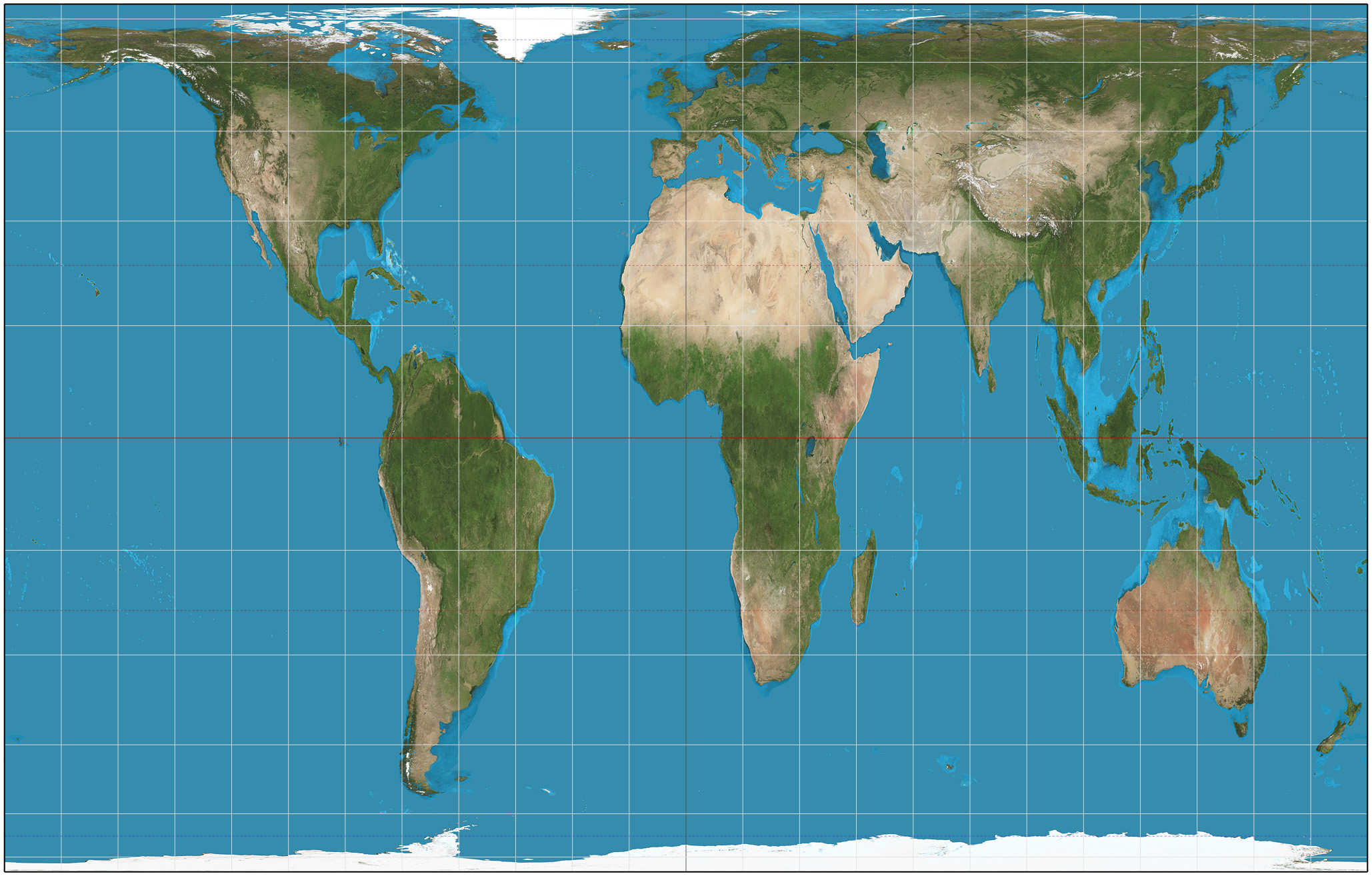
Il mondo nella Proiezione di Peters

La proiezione di Gall-Peters con l'indicatore di deformazione di Tissot

La proiezione di Gall-Peters, il cui nome è dovuto a James Gall e Arno Peters, è un particolare tipo di proiezione della sfera su un cilindro che conserva le aree. Raggiunse una grande notorietà alla fine del XX secolo perché al centro di una controversia riguardante le implicazioni politiche della creazione di mappe. 
Mappe basate su questa proiezione sono promosse dall'UNESCO e sono anche molto usate nelle scuole inglesi.

## Caratteristiche

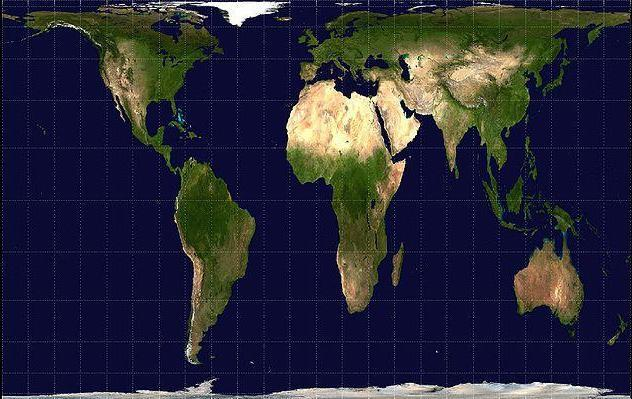
Proiezione di Gall-Peters

È stata pubblicata da Arno Peters nel 1973, in contrapposizione a quella cosiddetta di Mercatore (pseudonimo del cartografo fiammingo del cinquecento Geert De Kremer) che era stata concepita essenzialmente per agevolare il tracciamento di rotte sulla superficie terrestre ma che, per le sue modalità di costruzione, distorce in maniera drastica le effettive proporzioni tra le superfici dei vari continenti.
Proprio per contrapposizione con le distorsioni mercatoriane, la proiezione di Peters è realizzata per mantenere tali proporzioni, attraverso una scomposizione del mondo in 100 parti orizzontali e 100 verticali (nella versione originale il rapporto di scala di 1:635.500.000, ossia un centimetro quadrato equivale a 63.550 km quadrati di superficie reale) e a una rappresentazione che mantiene sempre ortogonali, su un piano a due dimensioni, i meridiani e i paralleli. Come ogni proiezione, anche questa perde precisione sotto alcuni punti di vista ed in particolare nella precisione della rappresentazione delle distanze verticali.

### Estensione e forma degli elementi
Nella proiezione di Peters la superficie di ogni elemento cartografato è proporzionale alla sua vera estensione nello spazio. La proiezione di Mercatore, invece, provoca una ipertrofia degli elementi più vicini ai poli e un rimpicciolimento degli elementi più vicini all'equatore.
Tuttavia, per mantenere la proporzionalità dell'estensione, si provoca una notevole distorsione quanto alla forma degli elementi cartografati.

### Un nuovo meridiano centrale

Confronto del meridiano di Firenze col meridiano di Greenwich

Un'altra proposta di Arno Peters è di collocare il meridiano centrale alla longitudine di Firenze: ne deriverebbe una linea del cambio di data che rispetta lo stretto di Bering. A parere di Peters sarebbe una scelta convenzionale molto più ragionevole rispetto al mantenere la centralità attribuita per convenzione a Greenwich: convenzione anch'essa politica ed ideologica, imposta da britannici e statunitensi alle altre potenze nel 1884 (la Conferenza internazionale dei meridiani organizzata dal presidente degli Stati Uniti Chester A. Arthur).

### Il calcolo della lossodromia
La carta di Mercatore ha il pregio di rispettare gli angoli tra ogni segmento che unisca due punti sulla carta: meridiani e paralleli. Era quindi ideale per la navigazione basata sulla sola bussola: bastava che i marinai misurassero sulla carta l'angolo della rotta e tenessero con il timone esattamente quell'angolo, perché la nave arrivasse al porto di destinazione, con una rotta che non è la più breve (geodetica) ma la più semplice se si possiede unicamente la bussola come strumento di navigazione.
Arno Peters ritenne che nel XX secolo questa qualità della classica carta di Mercatore fosse meno preferibile della qualità di mantenere la proporzionalità delle aree.

## Popolarità e diffusione
Arno Peters non era un geografo, ma uno storico: ciò può sembrare strano, ma solo se non si tiene conto della forza che i paradigmi scientifici esercitano sulla comunità degli studiosi che ne fanno parte. Infatti le reazioni degli accademici furono fin dal 1973 molto ostili alla carta di Peters, che metteva in discussione le pretese di oggettività e di neutralità avanzate dai geografi.
Peters, come storico, ha elaborato una curiosa storia del mondo otticamente sincronico, nella quale ha voluto mostrare la contemporaneità dei fatti storici nelle diverse parti del mondo. Anche quello era un modo di correggere vecchie distorsioni scolastiche: cadevano la centralità di Roma e di Atene, la centralità dell'Europa nel medioevo e nell'epoca moderna, acquistavano un certo rilievo civiltà di solito poco conosciute come quella cinese e quella indiana. Con una scelta provocatoria, certo anch'essa ad alto tasso ideologico, Peters ha poi voluto portare la sua rivoluzione anche nella geografia. Non si è fermato neppure davanti alle estreme conseguenze: nel suo planisfero scompare il meridiano di Greenwich. Non solo, scompare persino la millenaria divisione tra meridiani e paralleli, a favore di una griglia a divisione decimale.
Tra le altre obiezioni mosse contro Peters, anche l'osservazione che già nel 1885 un sacerdote scozzese, James Gall, aveva proposto alla Società Geografica di Scozia un analogo sistema di proiezione; pertanto taluni studiosi preferiscono parlare di proiezione di Gall oppure di Gall-Peters. Tuttavia l'opera di Gall sembrava essere del tutto dimenticata.
Tra i sostenitori della carta di Arno Peters troviamo ONU, UNICEF-Italia, Caritas italiana.